# ムカデ競走
ムカデ競走（百足競争、ムカデきょうそう）とは、複数人が一定の物につながった状態で一組になり、動きを合わせながら前進して速さを競う競技。運動会などで行われる競技の1つでもある。

## 概要
ムカデ競争は、複数人が一定の物に身体の一部をつなげた状態で前進するものである。隊形を組む方式として、具体的には次のようなものがある。
- 腰あるいは腰帯につかまって隊形を組む方式[1]
- 足首を紐などでつないで隊形を組む方式 [1]
  - 複数の人間の足首部分をロープあるいは細長いベルトで固定して行う。ムカデ競技用のポリプロピレン製ロープも販売されている。
- 一定の長さの棒あるいは綱に掴まって隊形を組む方式 [1]
- 長い平板に足を拘束して共同の下駄として隊形を組む方式[1]
  - スキー板の要領で「ゲタ（下駄）」と呼ばれる縦に細長い板に等間隔でついたベルトに足を固定する。
- 梯子の各段に1人ずつ入って隊形を組む方式[1]

競技者となるチーム全員の足を固定した状態でリズムを合わせて走り、ゴールを目指す。お互いにリズムを合わせないとすぐにバランスが崩れてしまうため、足元は見ずにプレーヤー全員の掛け声に合わせて摺り足で進む。中には、掛け声+笛の音でリズムを合わせることがある。
人数は5-6人から、30人を超える大規模なものもある。チームカラーは競争板や競技用ロープの色、先頭走者が持つバトンの色などで識別し、リレー方式で行うことが多い。

## 事故
1994年に兵庫県神戸市の中学校で体育祭の練習中に転倒事故が起き、女子生徒が腰椎椎間板ヘルニアを患った。損害賠償を求めた裁判では、神戸地裁が指導教諭の注意義務不足を認めている。
産業技術総合研究所が日本スポーツ振興センターに報告された2014年度の全国の小中学校や高校での事故約102万件（死亡事故を除く）を分析したところ、運動会やその練習中にムカデ競走で負傷したのは2205人で、そのうち482人が足や肩などを骨折、中には頭部を強打して後遺症を負った事例などが明らかとなり、負傷の防止が課題となっている。
静岡県富士市では足を結ぶ紐の素材を変え、人数を20人以下とした事で、それまで約1.8%だった負傷者の発生率が2016年には約1.4%に低下したとされるが、0.4ポイントの低下が有意なものかは不明である。